# 筠州 (羁縻州)
筠州，中国唐朝时设置的州。
唐高宗总章三年（670年）招抚戎州（今四川省宜宾市）獠人南广蛮溪洞设置筠州，属戎州都督府，治筠山县（今云南省彝良县洛旺乡）。唐德宗贞元二年（786年），分设连州（今云南省威信县长安乡）。直到宋朝时，筠州也没有被南诏、大理国吞并。